# Gonospermum fruticosum
Gonospermum fruticosum là một loài thực vật có hoa trong họ Cúc. Loài này được (Buch) Less. mô tả khoa học đầu tiên năm 1832.